# Championnat d'Irlande du Nord de football 1924-1925
Navigation
Édition précédente Édition suivante
Le trentième et unième Championnat d'Irlande du Nord de football se déroule en 1924-1925. Le championnat passe de 10 à 12 clubs avec le retour du Belfast Celtic et la première arrivée du Portadown FC. 
Glentoran FC gagne le titre de champion pour la sixième fois  et échoue en finale de la Coupe d'Irlande du Nord de football contre Distillery FC dans son objectif de réaliser le doublé.
Aucun système de promotion/relégation n’est organisé pour la fin de saison.

## Les 12 clubs participants
- Ards FC
- Barn Carrickfergus
- Belfast Celtic
- Cliftonville FC
- Distillery FC
- Glenavon FC
- Glentoran FC
- Larne FC
- Linfield FC
- Newry Town
- Queen's Island FC
- Portadown FC

## Classement
| Rang | Équipe             | Pts | J  | G  | N | P  | Bp | Bc | Diff |
| ---- | ------------------ | --- | -- | -- | - | -- | -- | -- | ---- |
| 1    | Glentoran FC       | 37  | 22 | 17 | 3 | 2  | 53 | 18 | +35  |
| 2    | Queen's Island FC  | 32  | 22 | 13 | 6 | 3  | 48 | 23 | +25  |
| 3    | Belfast Celtic     | 27  | 22 | 11 | 5 | 6  | 36 | 31 | +5   |
| 4    | Portadown FC       | 25  | 22 | 10 | 5 | 7  | 42 | 35 | +7   |
| 5    | Glenavon FC        | 24  | 22 | 11 | 2 | 9  | 45 | 36 | +9   |
| 6    | Linfield FC        | 22  | 22 | 10 | 2 | 10 | 34 | 31 | +3   |
| 7    | Ards FC            | 18  | 22 | 8  | 2 | 12 | 39 | 41 | -2   |
| 8    | Larne FC           | 18  | 22 | 7  | 4 | 11 | 30 | 47 | -17  |
| 9    | Barn Carrickfergus | 16  | 22 | 6  | 4 | 12 | 29 | 40 | -11  |
| 10   | Cliftonville FC    | 16  | 22 | 6  | 4 | 12 | 21 | 32 | -11  |
| 11   | Distillery FC      | 16  | 22 | 6  | 4 | 12 | 31 | 40 | -9   |
| 12   | Newry Town         | 13  | 22 | 5  | 3 | 14 | 33 | 67 | -34  |

|  | Champion d'Irlande du Nord |
|  | Relégation                 |

## Bilan de la saison
| Tableau d'Honneur                         |               |
| Compétition                               | Vainqueur     |
| Championnat d'Irlande du Nord de football | Glentoran FC  |
| Coupe d'Irlande du Nord de football       | Distillery FC |

| Promotions et relégations |       |
| Relégués                  | Aucun |
| Promus                    | Aucun |